# هاكفار هاياروك

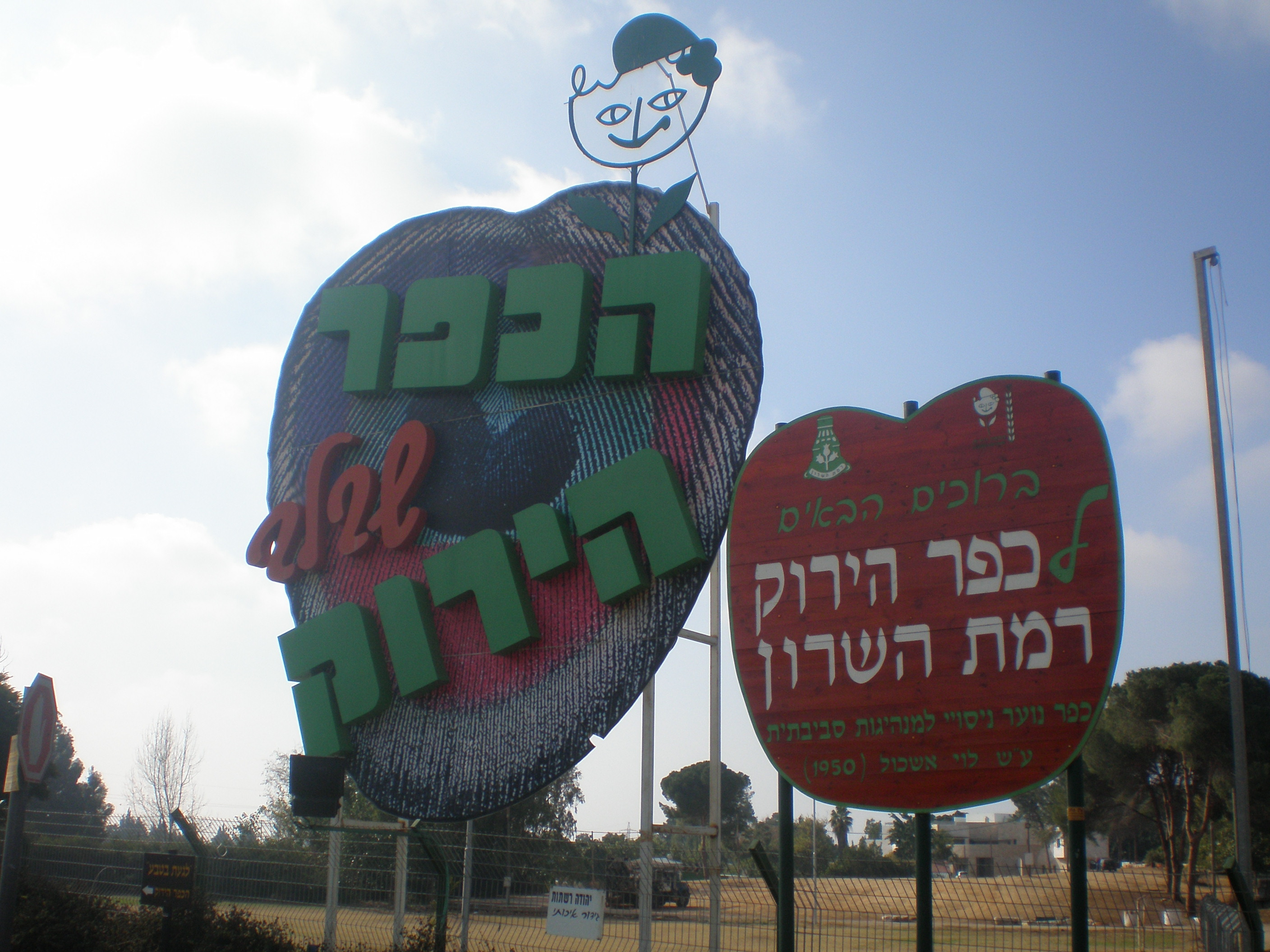
مدخل هاكفر هاياروك

هاكفار هاياروك (قرية ليفي أشكول الخضراء) (بالعبرية: הכפר הירוק‏) هي قرية شبابية ومؤسسة تعليمية في إسرائيل، تقع في جنوب مدينة رمات هشارون، على الحدود الشمالية لتل أبيب - يافا.
ومنحت تلك القرية جائزة إسرائيل في مجال التعليم في عام 1986.

## الاسم
أطلق عليها مؤسس القرية غيرشون زاك، اسم "قرية خضراء" عام 1950، بدون أداة تعريف، بهدف تسميتها على اسم دافيد بن غوريون (1886-1973)، الذي كان اسمه الأصلي غرين أو غرون بمعنى "أخضر" في اليديشية أو الألمانية. ومع ذلك، لم يفهم الكثير من الناس الرسالة التي يحتويها الاسم، ومع مرور السنين أصبحت أداة التعريف تضاف إلى المؤسسة. وبعد 20 عامًا أخرى، وبعد وفاة رئيس وزراء إسرائيل الثالث، ليفي أشكول (1895-1969) قبل وفاة بن غوريون الأكبر سنًا، سُميت "القرية الخضراء" باسمه، وأصبحت منذ ذلك الحين "قرية ليفي أشكول الخضراء".

## تاريخ
اليوم، تضم القرية 2500 طالب، تتراوح أعمارهم بين 12 إلى 20 عامًا (سواء الطلاب المقيمين أو الطلاب الخارجيين). وفي كل عام تقوم مجموعة من خريجي المدارس الثانوية الجدد بالخدمة التطوعية "شنات شيروت" قبل تجنيدهم في الجيش الإسرائيلي، وبعد التخرج يمكن أن يعودوا إلى القرية ويشاركوا فيها كمستشارين لبرامج للطلاب المقيمين.

## المدارس

### المدرسة الأنثروبوصوفية
توجد داخل القرية مدرسة أنثروبوصوفية: مدرسة أوريم (بنظام والدورف)، التي تضم مدرسة لتدريب المعلمين وروضة أطفال تعمل وفق طريقة والدورف (أو شتاينر).

### المدرسة الثانوية
وتوجد في القرية مدرسة ثانوية، تتضمن مناهجها التعليمية دروس العلوم للصف السابع والثامن، مخصصة للطلاب المتحمسين للغاية ذوي التوجه العلمي. ويتضمن البرنامج دروسًا في الرياضيات والكيمياء أو الأحياء والكمبيوتر والشطرنج. ويقوم قسم موفيت بإعداد الطلاب لامتحانات البجروت في الصفين العاشر والحادي عشر، مما يمكنهم من بدء تعليمهم العالي خلال الصفوف من الحادي عشر إلى الثاني عشر.
تقدم المدرسة الثانوية برنامجًا فريدًا يسمى "Manhigut" (" القيادة ")، والذي يركز على الفصول الأقل علمية والأكثر إنسانية.
تقدم المدرسة الثانوية أيضًا برنامج علوم الحياة للصفين السابع والتاسع، والذي يركز على علم الأحياء وسلوك الحيوان.
تعد المدرسة الثانوية واحدة من أكثر المدارس تقدمًا من نوعها، حيث تتضمن أساليب تدريس متقدمة وتتبع إطار عمل "22 مشروعًا"، باستخدام طرق بديلة للتدريس وتقييم الطلاب. وتقدم المدرسة تخصصات تعليمية مختلفة تتضمن تدريس علوم الحياة (البيولوجيا) والزراعة والموسيقى والوسائط المتعددة وتصميم الأزياء وتشخيص المركبات بمساعدة الكمبيوتر والإلكترونيات وأنظمة المعلومات.

### برنامج خاص للطلبة الموهوبين
بالشراكة مع قسم الطلاب الموهوبين في وزارة التربية والتعليم، تقدم مؤسسة هاكفار هاياروك برنامجًا خاصًا للطلاب الموهوبين. ليتم قبولهم يتم تقييم الطلاب أولاً من قبل معهد كارني في كفار سابا.

### مدرسة شرق البحر الأبيض المتوسط الدولية
القرية هي أيضا مقر لمدرسة شرق البحر الأبيض المتوسط الدولية (EMIS)، وهي مدرسة داخلية دولية تضم طلابًا من أكثر من 40 دولة يدرسون منهاج البكالوريا الدولية (IB) أو برنامج ما قبل الدبلوم الأصلي لمدة عام واحد. تأسست المدرسة في عام 2014 على يد عوديد روز، واعتبارًا من عام 2018، بلغ عدد الطلاب المسجلين فيها حوالي 170 طالبًا. طُبق في المدرسة مشروع تابع للاتحاد من أجل المتوسط (UfM) في يونيو 2016 وقد تم دعمها ضمن مشاريع مختلفة مثل مشروع يوكوباس YOCOPAS السنوي (التعاون المنظم للشباب من أجل السلام والاستدامة).  وتضم المدرسة طلابًا من جميع أنحاء العالم، مع حوالي 20% طلاب إسرائيليين و20% طلاب فلسطينيين أو عرب و60% طلاب دوليين بهدف تعزيز وتحقيق بيان مهمة المدرسة؛ "جعل التعليم قوة للسلام والاستدامة في الشرق الأوسط."  إلى جانب بيان مهمتها، تم تعريف المدرسة أيضًا على أنها "مدرسة للتغيير"، حيث وصفها مؤسسها روز بأنها "منصة للتغيير وريادة الأعمال والسلام والاستدامة والأحلام والأمل".  أقامت المدرسة شراكة مع مركز ليون تشارني للقرار، الذي ويؤمن بالحوار وقيمة السلام  ويعقد محاكاة سلام سنوية مع إشراك الطلاب. وتناقش المدرسة بشكل دائم الصراع الإسرائيلي الفلسطيني المستمر وتهدف إلى استخدام التعليم لتوفير منصة للتغيير داخل العديد من المجتمعات والثقافات المعنية، وتنفيذ مؤتمرات ومشاريع وأنشطة سنوية للطلاب المتحمسين وللطلاب المهتمين من المنطقة أو في الخارج.

## خريجون متميزون

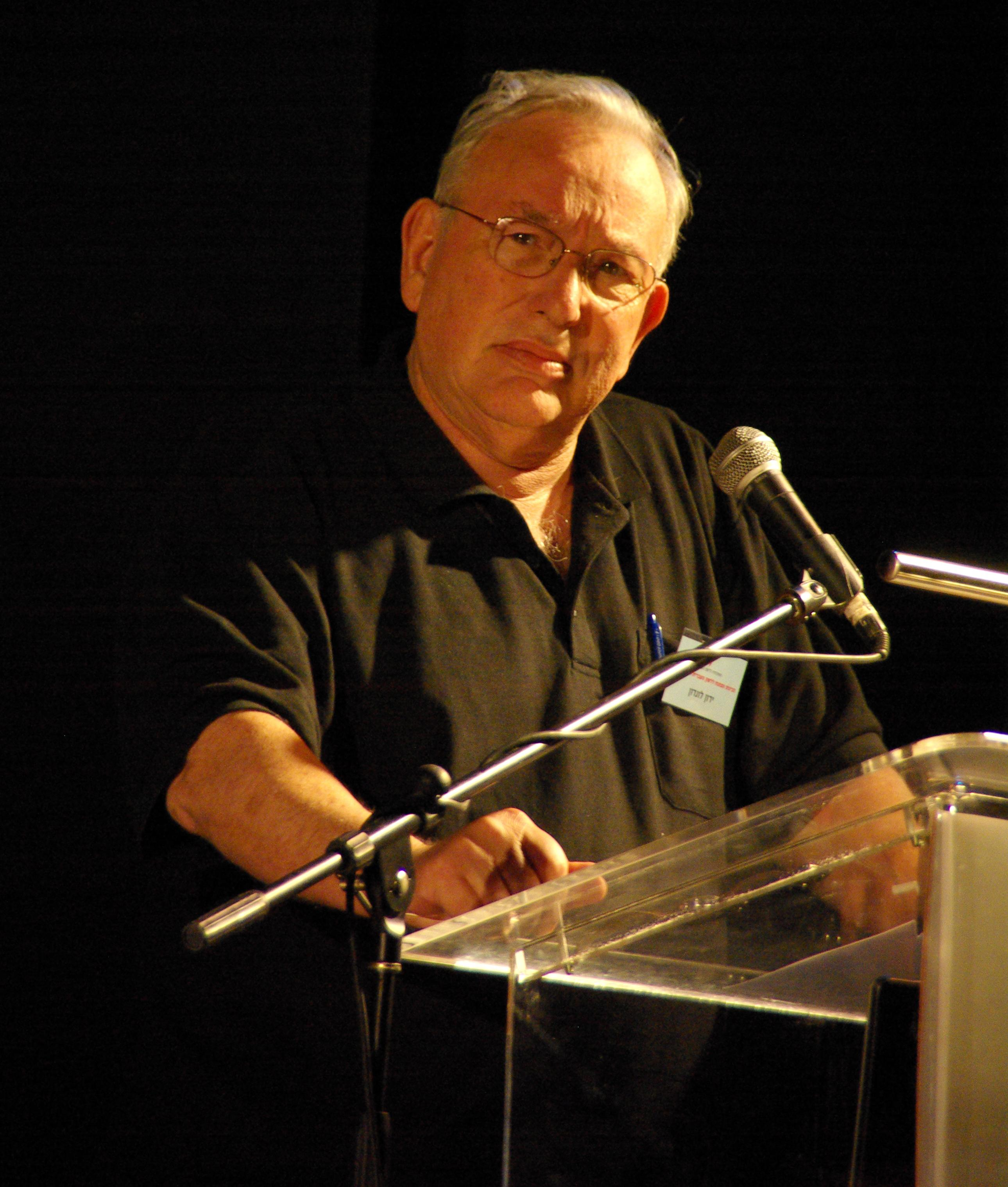
يارون لندن

- يارون لندن (مواليد 1940)، شخصية إعلامية وصحفي وممثل وكاتب أغاني
- ميكا أولمان (مواليد 1939)، نحات وأستاذ فنون
- ميخا تومكيفيتش (مواليد 1939)، عالم وكاتب وأستاذ جامعي
- يسرائيل بولياكوف (1941–2007)، ممثل كوميدي، مغني وممثل، عضو في فرقة "Pale-Face Trackers" (جاشاشيم)
- بيني غانتس (مواليد 1959)، رئيس الأركان العامة العشرين لإسرائيل
- ديفيد ج. شتاينر (1965–2016)، مخرج أفلام وثائقية، مدرس، كاتب، حاخام وناشط سياسي

## أنظر أيضا
- قائمة الفائزين بجائزة إسرائيل
- نيفي شالوم – قرية تعاونية أسسها يهود إسرائيليون وعرب فلسطينيون إسرائيليون بشكل مشترك

## روابط خارجية
- الموقع الرسمي
 باللغة الإنجليزية
- Times of Israel article about EMIS boarding school (February 20, 2016)